# Glochidion littorale
Glochidion littorale är en emblikaväxtart som beskrevs av Carl Ludwig von Blume. Glochidion littorale ingår i släktet Glochidion och familjen emblikaväxter. Inga underarter finns listade i Catalogue of Life.

## Bildgalleri

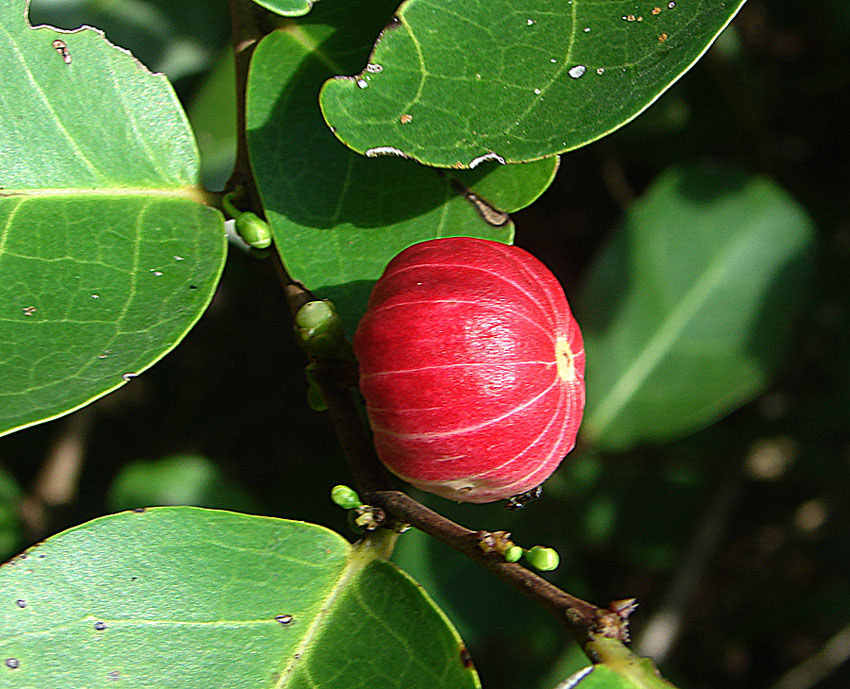